# Aurora oder Morgenröte im Aufgang
Aurora oder Morgenröte im Aufgang, in Anspielung auf die Braut des Hohen Liedes, 6,10 („Wer ist sie, die hervorbricht wie die Morgenröte, schön wie der Mond, klar wie die Sonne, gewaltig wie ein Heer?“ Hld 6,10 ), ist der Titel des Erstlings- und Hauptwerkes des Mystikers, Pansophen, Theosophen oder tiefreligiösen Menschen Jakob Böhme, der als Schuster in Görlitz lebte, geschrieben 1612.

## Inhalt
Dieses Werk stellt die religiöse Erfahrung Böhmes dar, die nicht allein mystisch im Inneren der Seele aufgeht, sondern zugleich die Sinne, die Natur, die Entwicklung der Lebewesen und, konkret in diesem Werk vollzogen, auch die klanglichen Formungen des sprachlichen Ausdrucks durchläuft. Diese Erfahrung ist dem Autor nicht nur passiv gegeben, sondern vollzieht sich als ein immer neuer, ewiger Geburtsprozess, ebenso schmerzhaft wie schöpferisch, in dem „der Geist durchbricht“. Entlang dieses Geburtsprozesses entfalten sich die göttlichen Schöpfungskräfte in Gestalt der sieben „Qualitäten“ oder „Quellgeister“ (Begierde, Bewegnis, Angst, Feuerblitz, Liebe, Hall und Schall, Verständnis) und bringen einander und alle Natur durch ebendiesen Geburtsprozess hervor. Die Naturseite dieser „Dynamik des Geisterreiches“, wie der Böhmeverehrer Novalis es später nennen wird, wird traditionell Alchemie genannt; es ist Paracelsus, dessen medizinischen und naturphilosophischen, pansophischen und theosophischen Impulse in Böhmes „Qualitäten“-Entwicklung mitspielen. Übrigens entsteht die Chymische Hochzeit Christiani Rosencreutz, eine Erzählung des Johann Valentin Andreae, zur gleichen Zeit wie die Aurora, gleichfalls auf Paracelsus’ Basis, aber Böhmes Werk lebt aus religiöser Erfahrung und Bibeldurchdringung, während Andreae eher narrativen Witz spielen lässt.
Biblische Grundlage für Böhmes synästhetische Versinnlichung des Übersinnlichen bzw. Formulierung des Unerhörten (1 Kor 2,9  aufgrund Jes 64,3 : „Was kein Auge gesehen hat und kein Ohr gehört hat und in keines Menschen Herz gekommen ist, was Gott bereitet hat denen, die ihn lieben.“) ist vor allem das Motiv der Jakobsleiter (Gen 28,12 ), wie es im  letzten Vers des ersten Kapitels des Johannesevangeliums aufgegriffen wird: „Ihr werdet den Himmel offen sehen und die Engel Gottes hinauf- und herabfahren über dem Menschensohn.“(Joh 1,51 ). Der Sohn ist dabei in beständiger Geburt aus dem Vater hervorgehend, durch den Menschen hindurch, den Tod durchbrechend, und deshalb „Menschensohn“, und zugleich durch alle Natur hindurch, sofern deren Leben und „Qualifizieren“ im Menschen selbst seinen Ursprung und Quellpunkt findet. Der Mensch ist als Mitte der Natur geschaffen, da der schönste der Engel, der Lichtträger, der ursprünglich diese Mitte einnahm, in Selbstverliebtheit aufloderte und aus dem sanften Geburts-Keimkegel der Mitte gleichsam verschlackt und verhärtet, ausgefällt wurde bzw. durch seine Selbstverkennung und selbstverursachte Pervertierung herausfiel. Den in seine Stelle hineingeschaffenen Menschen riss er dann voller Neid in den Sündenfall hinein, so dass Todesstarre die Lebenswandlungen umklammerte und verschloss, doch ist durch Christi Passion und Auferstehung dieses Gefängnis wieder aufgebrochen worden, so dass das Leben des neuen Adam wieder österlich-frühlingshaft aufkeimen kann.
Die außerordentliche Wirkung der Aurora auf Leibniz, später auf Goethe und auf den Deutschen Idealismus und dessen romantisches Umfeld, also Novalis, Schelling, Hegel, Philipp Otto Runge und deren Freundeskreise, beruht vor allem auf der Sprache Böhmes. Im beständigen Ringen um Versinnlichung des Übersinnlichen und um Ausdruck für das Unerhörte gewinnt er eine energische Plastizität, eine kraftvolle Originalität, die in ihrer poetischen Dichte nur noch den Sprüchen der Propheten und  Psalmendichter vergleichbar ist. Vor allem aber vermag diese Sprache den Leser selbst zu entzünden, zu begeistern, den dort gestalteten, sich ringend immer neu gestaltenden Geburtsprozess in ihm selbst auszulösen, zu erwecken, zu verwirklichen.